# Ravenelia glanduliformis
Ravenelia glanduliformis är en svampart som beskrevs av Berk. & M.A. Curtis 1875. Ravenelia glanduliformis ingår i släktet Ravenelia och familjen Raveneliaceae.   Inga underarter finns listade i Catalogue of Life.